# Escuelas Públicas de Lincoln

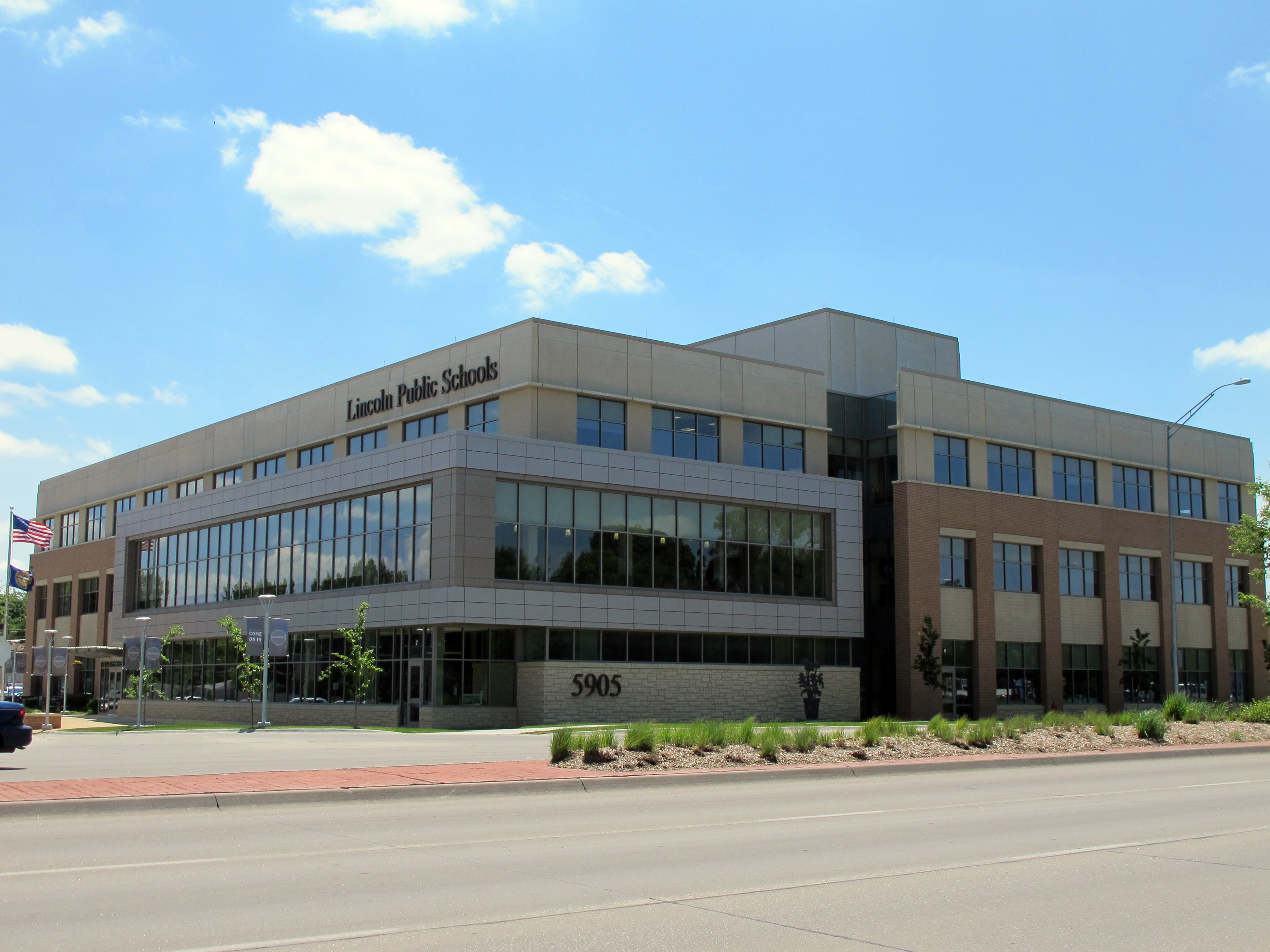
Fotografía de la nueva oficina del Distrito Escolar Público de Lincoln, 5905 "O" Street en Lincoln, Nebraska.

Las Escuelas Públicas de Lincoln (Lincoln Public Schools, LPS) es un distrito escolar de Nebraska. Tiene su sede en Lincoln. En 2011, los estudiantes del distrito hablaron 52 idiomas. El consejo escolar tiene un presidente, un presidente de ESU 18, un vicepresidente, un vicepresident de ESU 18, y tres miembros.